# Глотов Сергій Петрович
Сергі́й Петро́вич Гло́тов — старший сержант Збройних сил України.
В мирний час мешкає у місті Обухів. Брав участь у боях за Дебальцеве.

## Нагороди
За особисту мужність і героїзм, виявлені у захисті державного суверенітету та територіальної цілісності України, вірність військовій присязі під час російсько-української війни
- нагороджений орденом «За мужність» III ступеня (26.2.2015).